# Медаль «За укрепление международного сотрудничества» (ПМР)
Медаль «За укрепление международного сотрудничества» — является одной из наград Приднестровской Молдавской Республики. Была учреждена 11 марта 2010 года указом Президента ПМР.

## Статус
Медалью «За укрепление международного сотрудничества» награждаются граждане иностранных государств и Приднестровской Молдавской Республики, политические представители и члены экспертного сообщества, а также иные лица, в том числе руководители и сотрудники внешнеполитических ведомств иностранных государств, дипломатические агенты:
- за укрепление международного сотрудничества Приднестровья
- за вклад в развитие международных отношений, развитие и расширение дружественных, взаимовыгодных связей Приднестровья с иностранными государствами и интеграционными объединениями мирового сообщества
- за осуществление международной деятельности, направленной на укрепление и защиту независимости и суверенитета Приднестровской Молдавской Республики
- за посреднические и гарантийные усилия в процессе урегулирования конфликтов и конфликтных ситуаций

## Правила ношения
Медаль «За укрепление международного сотрудничества» носится на левой стороне груди и при наличии других наград Приднестровья располагается после медали «За заслуги в миротворческой операции».

## Описание
Медаль имеет вид восьмигранника (ширина и высота 45 мм, толщина 2 мм). Изготавливается она из нейзильбера. На лицевой стороне край окружности оформлен ветвью растения жёлтого цвета и далее ближе к центру на синем фоне надпись «Приднестровская Молдавская Республика». В центре медали на голубом фоне изображение пальмовой ветви на фоне земного шара. На оборотной стороне медали по центру расположено название награды.
Медаль при помощи ушка и кольца прикрепляется к четырёхугольной колодочке, обтянутой шелковой муаровой лентой, окантованной в верхней части пятиугольной планкой и в нижней части планкой неправильной формы, оформленной ветвью растения жёлтого цвета. Общий фон ленты синего цвета, по краям вертикально проходят полоски жёлтого цвета (1 мм), по центру ленты вертикально проходят три полосы шириной 2 мм каждая (красная-зелёная-красная), символизируя флаг ПМР.

## Награждение
| № | ФИО                               | Дипломатический ранг                                         | Должность | Дата награждения | Примечания                |
| - | --------------------------------- | ------------------------------------------------------------ | --- | ---------------- | ------------------------- |
| 1 | Сураго, Сергей Владимирович       | Чрезвычайный и Полномочный посланник Республики Южная Осетия | Глава официального представительства Республики Южная Осетия в Приднестровской Молдавской Республике         | 6 декабря 2013   | Указ Президента ПМР № 594 |
| 2 | Шорников, Игорь Петрович          | Чрезвычайный и Полномочный Посланник II класса               | Заместитель министра иностранных дел ПМР                                                                     | 1 сентября 2014  | Указ Президента ПМР № 274 |
| 3 | Паламарчук, Дмитрий Николаевич    | Чрезвычайный и Полномочный Посланник II класса               | Советник министра иностранных дел ПМР                                                                        | 1 сентября 2014  | Указ Президента ПМР № 274 |
| 4 | Хоницкий Александр Леонидович     |                                                              | Начальник Управления по странам дальнего зарубежья и международным организациям                              | 1 сентября 2014  | Указ Президента ПМР № 274 |
| 5 | Кулумбегов, Доменти Сардионович   |                                                              | Премьер-министр Республики Южная Осетия                                                                      | 2 сентября 2015  |                           |
| 6 | Решетников, Леонид Петрович       |                                                              | Директор Российского института стратегических исследований                                                   | 2 декабря 2016   | Указ Президента ПМР №505  |
| 7 | Воскресенский, Георгий Алексеевич |                                                              | адвокат, заслуженный юрист Российской Федерации                                                              | 17 января 2017   | Указ Президента ПМР №40   |
| 8 | Ирина Умнова (Конюхова)           |                                                              | заведующая отделом конституционно-правовых исследований Российского государственного университета правосудия | 30 ноября 2017   |                           |
| 9 | Залдостанов, Александр Сергеевич  |                                                              | советский и российский байкер, основатель и лидер старейшего в России байкерского клуба «Ночные волки»       | 20 января 2018   |                           |